# Balls to the Wall (canción)
«Balls to the Wall» es una canción de la banda alemana de heavy metal Accept, publicada como el primer sencillo del álbum Balls to the Wall en 1984 por RCA Records para el mercado europeo y por el sello Portrait para los Estados Unidos. Es su canción más conocida y a su vez se convirtió en su primer tema en llamar la atención de los mercados norteamericanos, principalmente por la rotación constante de su videoclip en la cadena de televisión MTV.

## Antecedentes
Al igual que todas las canciones del disco, «Balls to the Wall» fue escrita por la banda en compañía de su mánager Gaby Hauke, aunque ella se acreditó bajo su seudónimo, Deaffy. Sus letras tratan sobre la opresión de la clase política para con su pueblo, al respecto Wolf Hoffmann mencionó: «Siempre hemos estado interesados en la política y en materia de derechos humanos y cosas por el estilo, así que muchas de las letras que había en aquellos días, y hasta el fin en realidad, se trataba de los derechos humanos, por ejemplo, y eso es realmente lo que "Balls to the Wall" trata. "Un día los torturados se pondrán de pie" y ¡les darán una patada en el trasero!».

## Versiones y otras apariciones
Con el pasar de los años ha figurado en otros medios audiovisuales como en el episodio «Tornado» de la serie Beavis and Butt-Head, en la película El luchador y en los videojuegos Guitar Hero Encore: Rocks the 80s, GTA Online llamado "Ballas To The Wall"  y Grand Theft Auto: Vice City Stories. Por su parte, varias bandas la han versionado para sus propias producciones o en conciertos en vivo como Warrant, BulletBoys, Fozzy, Altaria, Benedictum, Amon Amarth, Chimaira y Puscifer, entre otras.

## Lista de canciones
| N.º | Título                             | Duración |  |
| 1.  | «Balls to the Wall»                | 5:50     |  |
| 2.  | «Losing More Than You've Ever Had» | 5:04     |  |

## Músicos
- Udo Dirkschneider: voz
- Herman Frank: guitarra eléctrica
- Wolf Hoffmann: guitarra eléctrica
- Peter Baltes: bajo
- Stefan Kaufmann: batería